# Live (The Mars Volta)
Live è il secondo ep del gruppo musicale multietnico The Mars Volta, e il primo lavoro dal vivo.
Le prime due tracce sono state registrate negli studi londinesi della radio britannica XFM, le ultime due durante il concerto del gruppo alla Electric Ballroom di Londra il 9 luglio 2003.

## Tracce
1. Roulette Dares (The Haunt Of) – 9:29
2. Drunkship of Lanterns – 9:38
3. Cicatriz ESP – 16:03
4. Televators – 7:18

## Curiosità
- Uscito in edizione limitata, è molto ricercato tra i fan e i collezionisti della band, che arrivano a pagarlo anche 150$ su eBay.
- Le tracce sono presenti anche nel singolo australiano di Televators, pubblicato nel gennaio 2004